# 리 토카

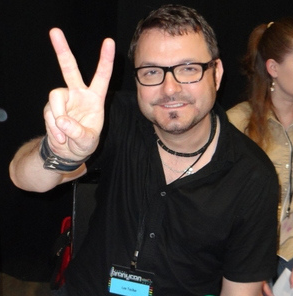

리 토카(영어: Lee Tockar, 1969년 2월 10일~ )는 캐나다의 남성 성우이다. 로봇파워에서 드라마나 해설이나 역을 하고 있다.